# Gyrtothripa pusilla
Gyrtothripa pusilla är en fjärilsart som beskrevs av Moore 1888. Gyrtothripa pusilla ingår i släktet Gyrtothripa och familjen trågspinnare. Inga underarter finns listade i Catalogue of Life.